# Tasso Fragoso
Tasso Fragoso este un oraș în unitatea federativă Maranhão (MA), Brazilia.